# Penstemon navajoa
Penstemon navajoa är en grobladsväxtart som beskrevs av Noel Herman Holmgren. Penstemon navajoa ingår i släktet penstemoner, och familjen grobladsväxter. Inga underarter finns listade i Catalogue of Life.